# تشناقتشي
تشناقتشي هي قرية في مقاطعة خدا أفرين، إيران. عدد سكان هذه القرية هو 110 في سنة 2006.